# Brits-Oost-Afrika
Brits-Oost-Afrika (Engels: British East Africa) of het Oost-Afrikaanse Protectoraat (Engels: East Africa Protectorate) was een protectoraat van het Verenigd Koninkrijk dat het huidige Kenia besloeg.

## Geschiedenis
In 1907 werd de net gestichte stad Nairobi de hoofdstad. Brits-Oost-Afrika had een oppervlakte van 818.650 km².
In 1888 verkreeg de British East Africa Company van het sultanaat Zanzibar het recht om zo'n tweehonderd kilometer van de Keniaanse kust te besturen. Het gebied lag binnen de Britse invloedssfeer zoals in 1885 overeengekomen was bij de Koloniale Conferentie van Berlijn. Met de ondergang van de British East Africa Company werd het gebied een kolonie van de Britse overheid en werd in 1895 het Oost-Afrikaanse Protectoraat opgericht. Vervolgens begon de kolonisatie van het binnenland. In 1902 werd een deel van Oeganda aan het Oost-Afrikaanse Protectoraat toegevoegd in verband met de aanleg van een spoorlijn. In 1920 werd het Oost-Afrikaanse Protectoraat omgevormd tot de Kolonie en Protectoraat Kenia.
De streek rondom Witu was formeel geen onderdeel van Brits-Oost-Afrika. Het behoorde staatsrechtelijk tot het sultanaat Zanzibar en viel oorspronkelijk onder de Duitse invloedssfeer als Duits-Witu, maar was na het Zanzibarverdrag in 1890 een Brits protectoraat geworden met de naam Witu-Protectoraat.